# Philodendron cardosoi
Philodendron cardosoi är en kallaväxtart som beskrevs av Eduardo G. Gonçalves. Philodendron cardosoi ingår i släktet Philodendron och familjen kallaväxter. Inga underarter finns listade.